# Metal-Forum of Ukraine
Das Metal-Forum of Ukraine (russ.: Металл-Форум Украина, engl.: Metal-Forum of Ukraine – International Exhibition for Metallurgy & Metal) ist die größte internationale Fachmesse der Ukraine für Metallurgie und Metall und findet im Herbst auf dem größten und modernsten Messegelände der Ukraine, dem KiewExpoPlaza in Kiew, der Hauptstadt der Ukraine, statt.
Bis zur Stahlkrise im Jahr 2008 fand die Veranstaltung jährlich statt. Sie wird nunmehr auf Beschluss der Veranstalter alle zwei Jahre im Wechsel mit der METALLURGY in Donezk durchgeführt.
Traditionell treffen sich auf dem Metall-Forum Entscheidungsträger der gesamten ukrainischen Metallindustrie aus den Industrieregionen Donezk, Dnipropetrowsk, Kiew und Saporischschja als auch einflussreiche Vertreter aus Wirtschaft und Politik, um sich über Neuheiten, Perspektiven und Rahmenbedingungen des Metallmarktes auszutauschen, zu informieren und zukunftsweisende Entscheidungen zu treffen.
Auf dem begleitenden Konferenzforum "Metall: Management, Produktion, Handel und Konsum" werden wirtschaftliche Rahmenbedingungen des Metallmarktes sowie neueste Technologien vorgestellt und die Gegenwart und Zukunft der ukrainischen Metallindustrie erörtert.
Alljährlich wird während des Metall-Forum Ukraine der ukrainische Metall-Innovationspreis in den Kategorien „Beste Produktinnovation“, „Bestes Neues Produkt des Jahres“ und „Beste Veröffentlichung über Produkte und Innovationen“ verliehen.
Auf der Ausstellung für Schmiedekunst und Kunstguss werden nicht nur Kunstobjekte ausgestellt. Die Organisatoren bieten allen Interessierten die Möglichkeit Exponate auf einer anschließenden Auktion zu ersteigern. Neben den zahlreichen Unternehmenspräsentationen, Round Tables und Seminaren findet auch ein Get Together mit ansprechender Show und großem Buffet statt.
Die Ukraine hält derzeit Platz acht der weltweit führenden Stahlproduzenten und investiert mit Hilfe milliardenschwerer EBRD- und Weltbank-Kredite in neue Technologien in allen Bereichen der Metallindustrie um diese Position zu halten und auszubauen.
Hauptveranstalter des Metall-Forum Ukraine ist das Staatliche Research- und Informationszentrum der Ukraine „DerzhZovnishInform (DZI)“, welches ebenfalls jährlich im Rahmen der Hannover Messe in Zusammenarbeit mit DIHK, Ost-Ausschuss der Deutschen Wirtschaft e.V., der Botschaft der Ukraine und der Deutsche Messe AG den Deutsch-Ukrainischen Wirtschaftstag veranstaltet.

## Konferenzen des 7. Internationalen Konferenzforum „Metal-2008“
- Konferenz A: Entwicklungsstrategien für Metallurgie und Bergbau der Ukraine
- Konferenz B: Metallurgische Rohstoffe: Versorgungslage und Perspektiven (Eisenerz, Koks, Roheisen, Schrott und Ferrolegierungen)
- Konferenz C: Innovative Walztechnologien und Walztechnik
- Konferenz D: Ukrainischer Metallmarkt: Lage, Entwicklungsprobleme, Perspektiven
- Konferenz E: 2. Internationale Konferenz "Moderne Produktionstechnologien für Metallerzeugnisse"

## Veranstalter
- Das Research- und Informationszentrum der Ukraine DerzhZovnishInform (DZI)
- Der Ukrainische Verband der Metallhändler
- Das Metallinformationszentrum Infor-Metal
- Der Industrieverband Metallurgprom
- die Research and Production Company Donix
- die Fachzeitschrift METIZ
- die International Wire & Machinery Association (IWMA)

## Schirmherrschaft
Die Messe wird gefördert vom
- Ministerium für Wirtschaft und Fragen der Europäischen Integration der Ukraine und
- Ministerium für Industriepolitik der Ukraine.

## Partner
- PJSC Zaprizhstal Integrated Iron and Steel Works[2]
- Iljitsch Eisen- und Stahlwerke Mariupol[3]
- Ukrainian Mining and Metallurgical Company (UGMK)
- ISTIL Group Stahlhandel[4]
- ArcelorMittal Kryvyi Rih
- Interpipe
- SMS GmbH
- Siemens VAI
- Ernst & Young
- Peiner Träger GmbH
- Salzgitter AG Mannesmann